# 圣马丹多杜维尔
圣马丹多杜维尔（法語：Saint-Martin-d'Audouville，法語發音：[sɛ̃ maʁtɛ̃ doduvil]）是法国芒什省的一个市镇，属于瑟堡区。 

## 地名
法语人名在日常人名译名以及《世界人名翻譯大辭典》、《法语姓名译名手册》等主流人名译名类书籍资料中多译作“马丁”，不过在《世界地名翻译大辞典》、《世界地名译名词典》和《法国地图册》等主流地名译名类书籍资料中多译作“马丹”。

## 地理
圣马丹多杜维尔（49°31'43"N, 1°21'44"W）面积3.64 平方千米，位于法国诺曼底大区芒什省，该省份为法国西北部沿海省份，西、北、东北三面环大西洋，东起顺时针与卡爾瓦多斯省、奧恩省、马耶讷省和伊勒-维莱讷省接壤。
与圣马丹多杜维尔接壤的市镇（或旧市镇、城区）包括：奥克特维尔-拉沃内勒、莱斯特尔、圣日耳曼-德图尔讷比、沃德勒维尔。
圣马丹多杜维尔的时区为UTC+01:00、UTC+02:00（夏令时）。

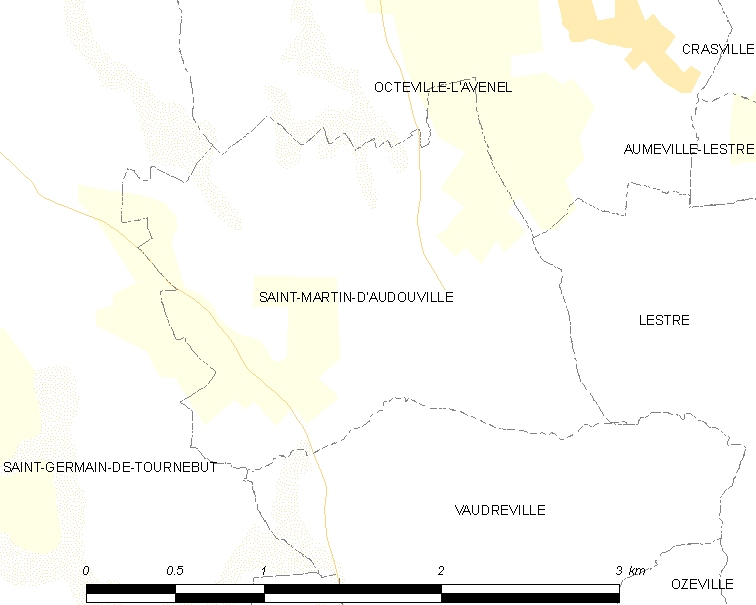
圣马丹多杜维尔的OSM定位图

## 行政
圣马丹多杜维尔的邮政编码为50310，INSEE市镇编码为50511。

## 政治
圣马丹多杜维尔所属的省级选区为瓦洛涅县。

## 人口

1962-2008年间圣马丹多杜维尔人口变化图示

圣马丹多杜维尔于2022年1月1日时的人口数量为153人。